# Diapir
Diapir (iz starogrškega διαπείρειν  [diapeirein] -  predreti) je vrsta  intruzije, v kateri bolj gibljiva redko tekoča snov prodre v kamnine, ki ležijo nad njo. Oblika diapirja je odvisna od tektonskega okolja in se spreminja od idealne gobaste oblike v področjih z majhnim tektonskim pritiskom, kakršen je na primer Mehiški zaliv, do ozkih dajk, ki se premikajo vzdolž tektonskih prelomov v okoliški kamninah. Izraz diapir je uvedel romunski geolog Ludovik Mrazek, ki je prvi doumel princip plastičnosti in intruzij soli. Izraz diapir se lahko uporablja tudi za vulkanske strukture, vendar se bolj pogosto uporablja za nevulkanske strukture relativno hladnih snovi, na primer za diapirje blata in solne kupole.
Gonilna sila prodiranja navzgor je razlika v gostoti oziroma vzgon. Proces  se imenuje diapirizem, nastale strukture pa predornine. Proces je analogen Galilejevemu termometru.
Diapirji se ne pojavljajo samo na Zemlji, ampak tudi ja Jupitrovi luni Evropa, Saturnovi luni  Enkelad| in Uranovi luni Miranda.
Deli formacije se lahko med prodiranjem navzgor odtrgajo od glavnine in kot mehur samostojno potujejo navzgor. Med dviganjem obdržijo večino svojih prvotnih lastnosti, na primer pritisk, ki je lahko značilno različen od pritiska skladov, v katere prodirajo. Mehurji z značilno višjim pritiskom lahko pri vrtanju skoznje povzročijo resne težave. 
Potencialni viri diapirjev so kamnine, kakršni so evaporitni solni skladi in s plini bogato blato. Diapirji nastajajo v zemeljskem plašču tudi kadar se zbere dovolj velika masa vroče redke magme. Diapirizem v zemeljskem plašču je zato povezan z razvojem velikih magmatskih pokrajin in nekaterih  grebenov na zemeljski skorji.
Eksplozivna vroča in s plini bogata magma in vulkanske erupcije so običajno povezane z diatremami  - vulkanskimi kamini, ki na splošno niso povezani z diapirji, saj se magma v njih ne dviguje zaradi razlike v gostoti oziroma vzgona. 

## Gospodarski pomen diapirjev
Diapirji lahko med prodiranjem skozi krovne strukture tvorijo antiklinacije, solne kupole in druge strukture, v katere se lahko ujameta nafta in zemeljski plin.  Intruzije vulkanskih kamnin so običajno prevroče, da bi se vanje ujeli že obstoječi ogljikovodiki.